# 任氏傳
《任氏傳》，唐人傳奇，作者沈既濟。是一則狐仙的愛情故事，開啟了唐代小說的新時代。
其中任氏是在本作登场的狐仙。鄭六（姓鄭，排行第六）在路上初見任氏时，被她的美貌吸引，但弄不清她的態度，后来他發現她也「時時盼睞,意有所受」。后来化為美人对鄭六报恩，然后鄭六帶着任氏上任他鄉，任氏不願意但還是一同前往，未抵達在途中被狗咬死了。

## 参看
中国妖怪列表